# Спиксов ара
Спиксов ара (Cyanopsitta spixii) е вид птица от семейство Папагалови (Psittacidae), единствен представител на род Cyanopsitta.

## Разпространение и местообитание
Разпространен е в Бразилия.